# Morganovy zákony dědičnosti
Morganovy zákony dědičnosti formuloval americký genetik konce 19. a počátku 20. století Thomas Morgan. Při zkoumání dědičnosti využil drobného hmyzu, octimilky obecné
(Drosophila melanogaster), přičemž se snažil vyvrátit teorii o umístění genů na chromozomech. Namísto toho teorii potvrdil. Morganovy zákony dědičnosti jsou tři:
První Morganův zákon
- Geny jsou lineárně uspořádány na chromozomech.

Druhý Morganův zákon
- Geny jednoho chromozomu tvoří vazebnou skupinu. Počet vazebných skupin organismu je shodný s počtem párů homologních chromozomů, které má.

Třetí Morganův zákon
- Mezi geny homologického páru chromozomu může prostřednictvím crossing-overu probíhat genová výměna. Frekvence crossing-overu je přímo úměrná vzdálenosti genů.